# Laemophloeidae
Los lemofleidos (Laemophloeidae) son una familia de coleópteros polífagos. Los adultos miden hasta cinco milímetros (normalmente de 1,5 a 3 mm) y tienen el cuerpo aplanado con élitros y antenas alargadas.
Las larvas de algunas especies del género Cryptolestes tienen glándulas de seda con la que construyen un capullo para la pupa.

## Ecología y hábitats
Habitan en los bosques de todo el mundo, pero la mayoría de ellos,  se encuentran en los bosques tropicales. Viven bajo la corteza de los árboles.

## Nutrición
La mayoría se alimenta de hongos; algunos pueden ser depredadores, cazando los insectos que viven cerca. Algunos son importantes plagas de los cultivos de cereales.

## Géneros
- Blubos - Brontolaemus - Carinophloeus - Caulonomus - Charaphloeus - Cryptolestes - Cucujinus - Deinophloeus - Dysmerus - Gannes - Heterojinus - Laemophloeus - Lathropus - Lepidophloeus - Leptophloeus - Magnoleptus - Mariolaemus - Mestolaemus - Metaxyphloeus - Microbrontes - Microlaemus - Narthecius - Nipponophloeus - Notolaemus - Odontophloeus - Parandrita - Passandrophloeus - Phloeipsius - Phloeolaemus - Placonotus - Planolestes - Pseudophloeus - Rhabdophloeus - Rhinolaemus - Rhinomalus - Rhinophloeus - Sinuatophloeus - Xylolestes - Xylophloeus

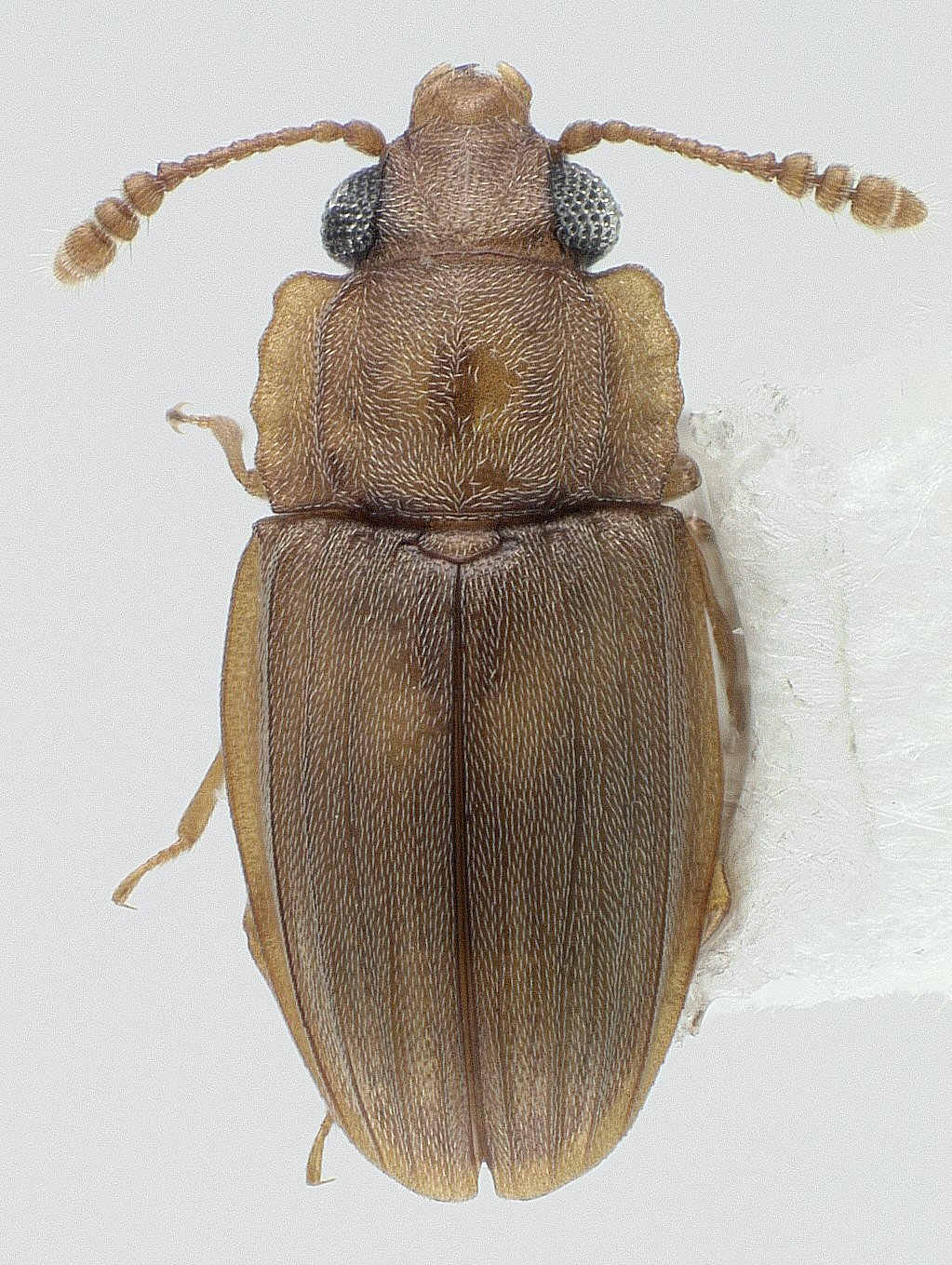
Odontophloeus sp.
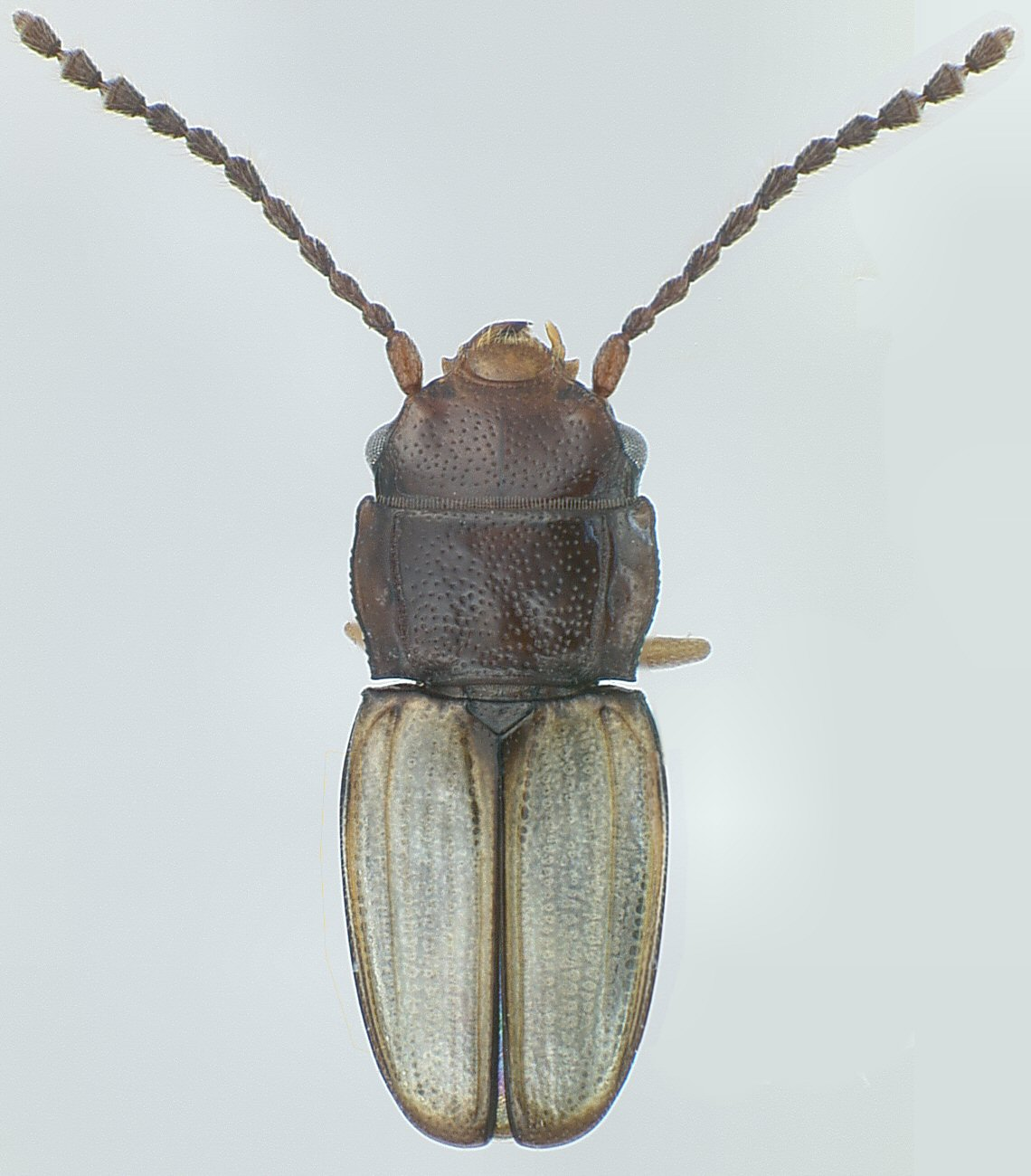
Phloeolaemus hoplites.
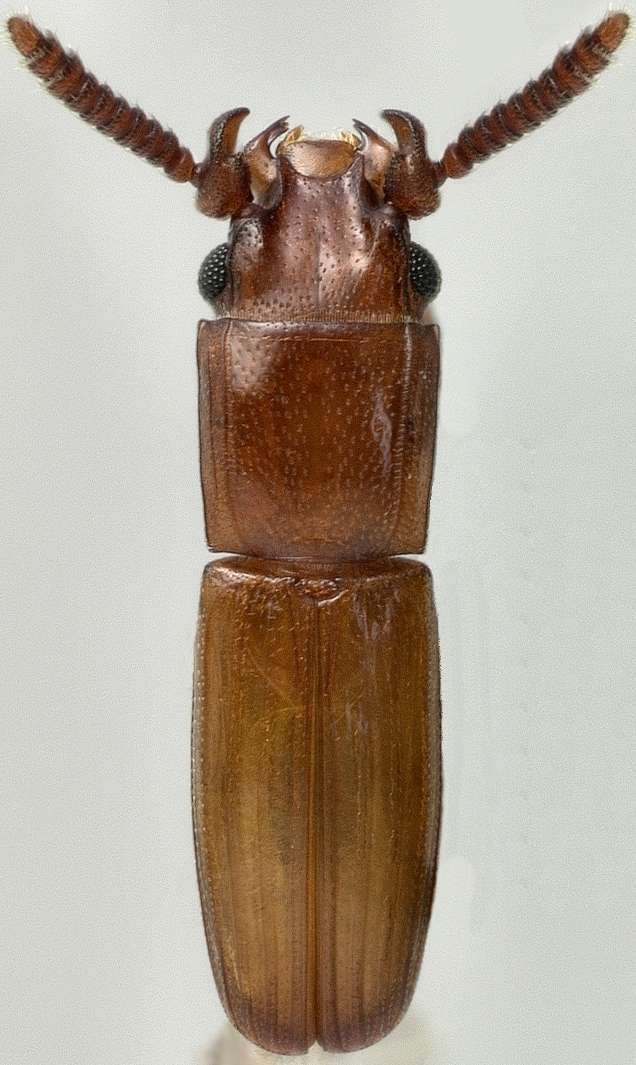
Dysmerus symphilus.
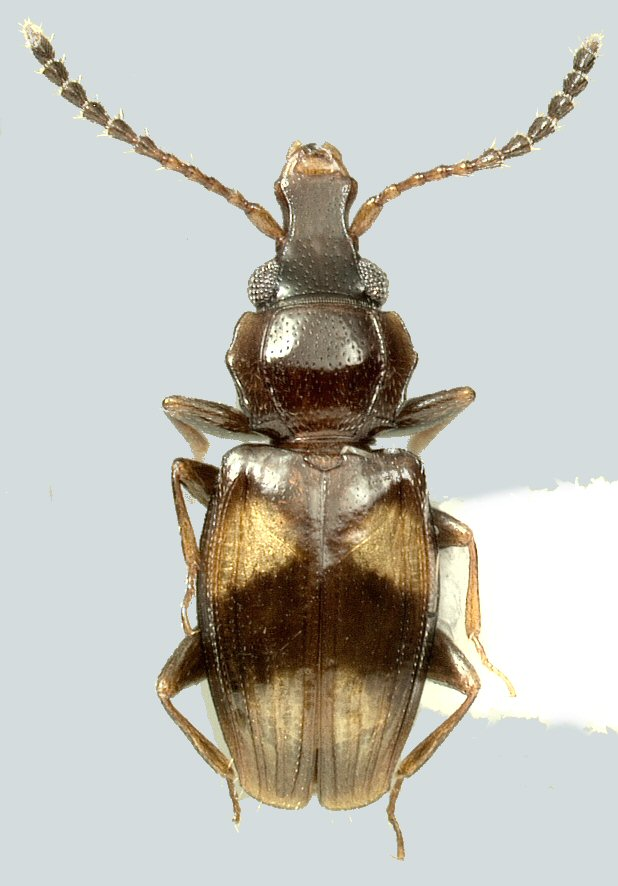
Metaxyphloeus germaini.
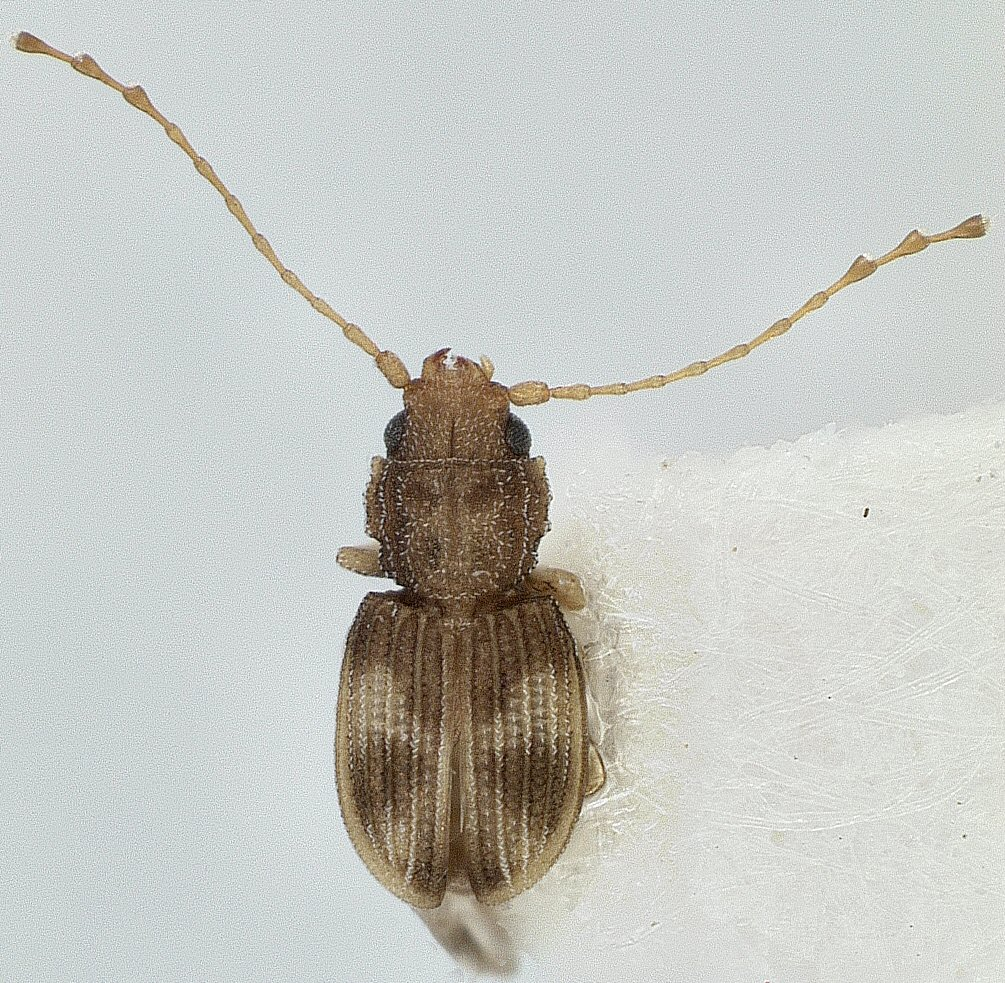
Lepidophloeus exquisitus.